# Tuberaphis indica
Tuberaphis indica är en insektsart. Tuberaphis indica ingår i släktet Tuberaphis och familjen långrörsbladlöss. Inga underarter finns listade i Catalogue of Life.